# توتم

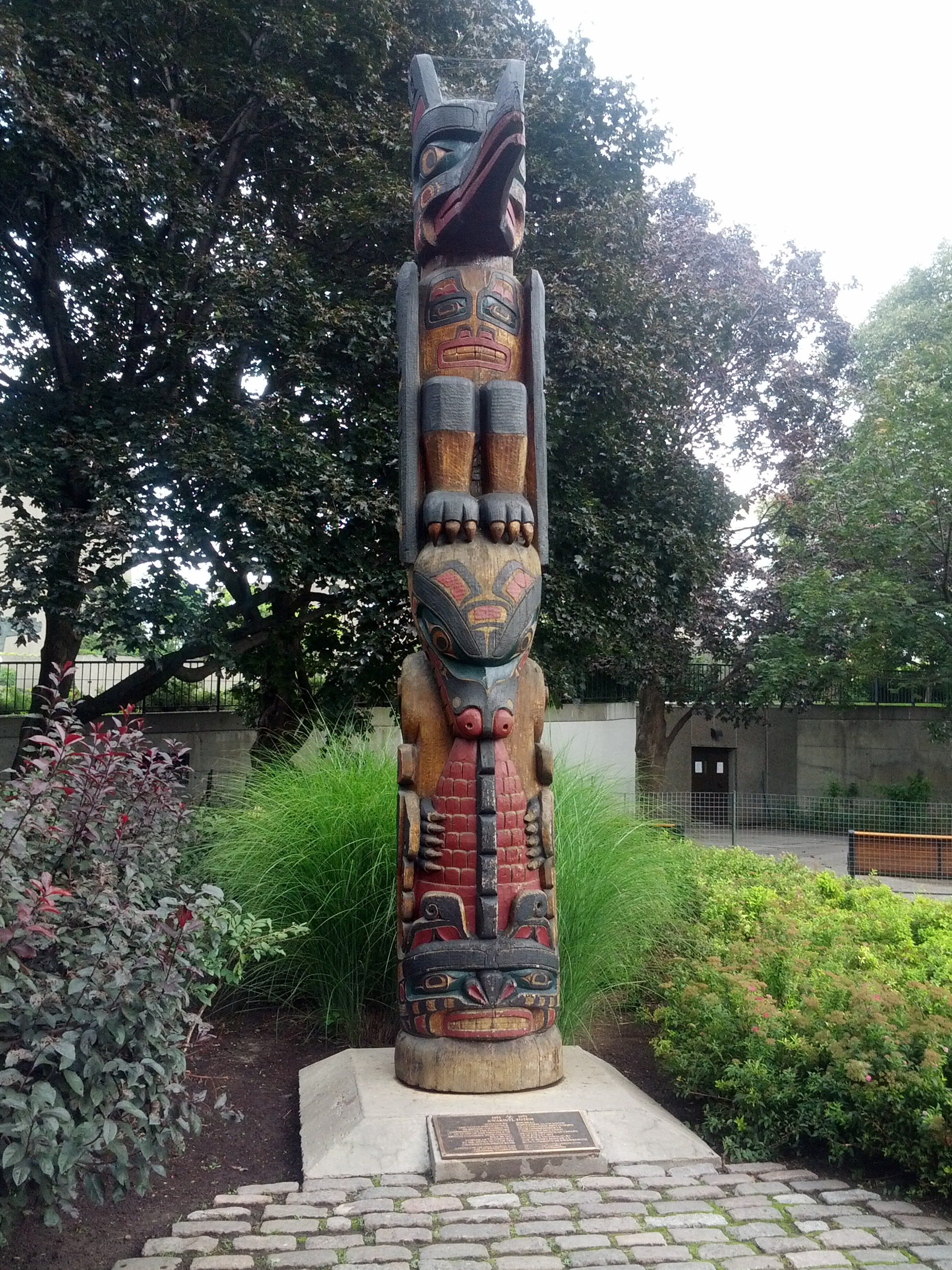

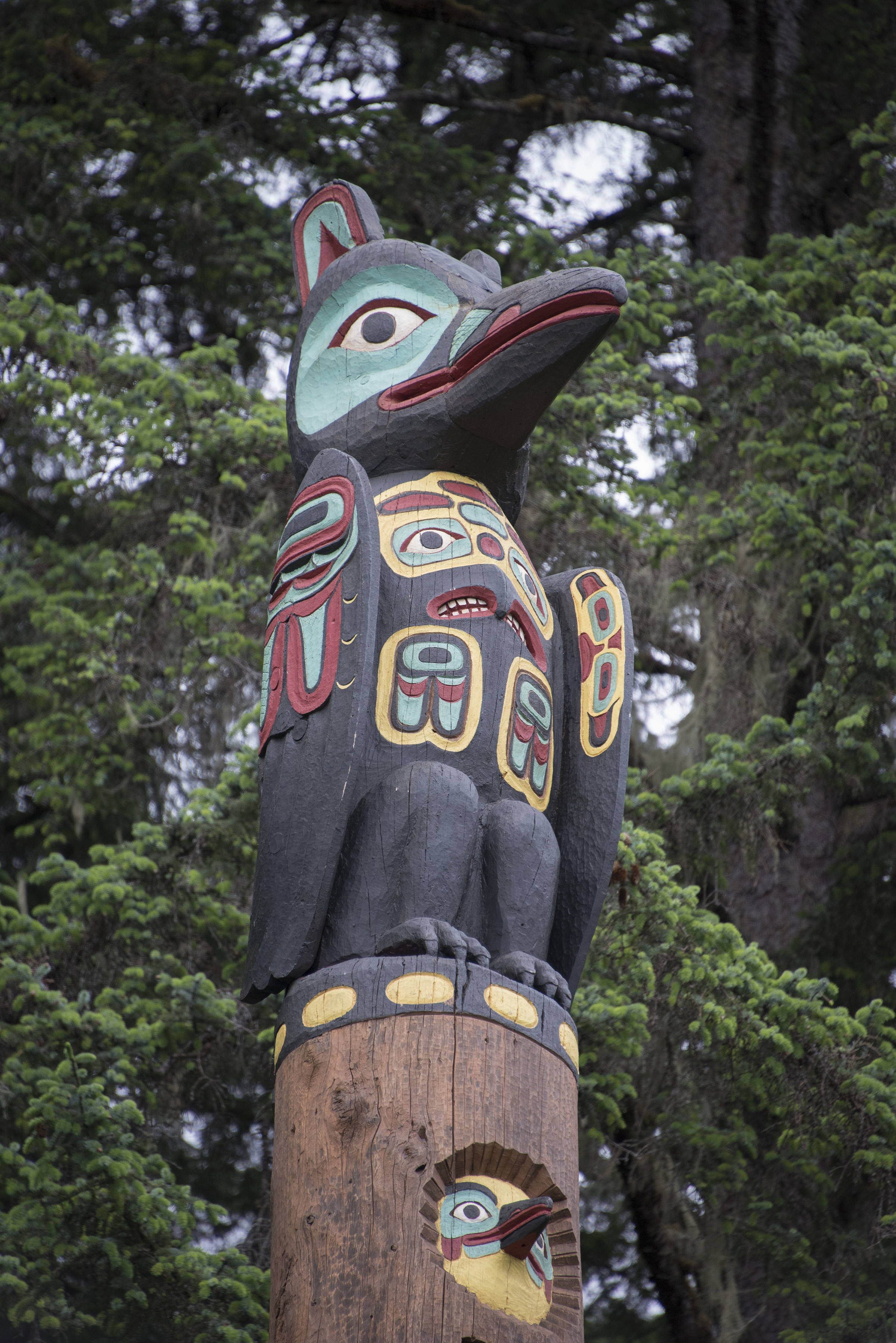

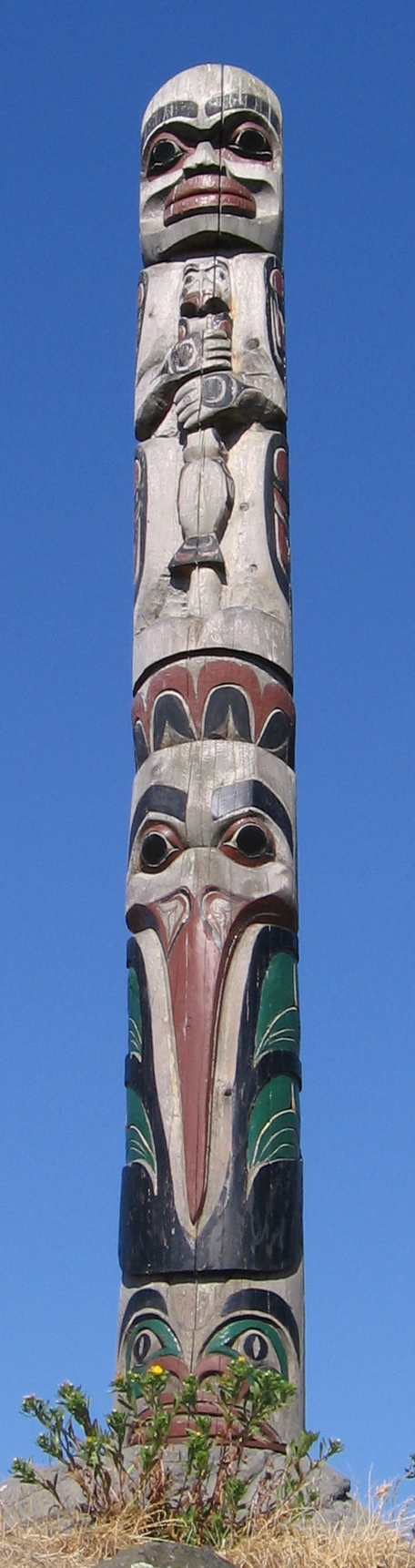
یک ستون توتم در پارک توتم شهر ویکتوریای کانادا.

تْوُتِم‌ها اجسامی نمادین هستند که در اقوام بومی بیشتر قاره‌ها کاربردهای آیینی دارند.
توتم معمولاً به عنوان یادمانی از نیاکان یک ایل یا طایفه عمل می‌کند و افراد طایفه توتم را دارای نیرویی برای حمایت و حفاظت از طایفه می‌دانند.
توتم نمادی مقدّس یا موجود روحانی است که نمایندهٔ یک گروه اجتماعی مثل خانواده، قبیله یا طایفه می‌باشد، و ریشهٔ این کلمه از زبان اُجی‌بیو به‌معنای «خویشاوندی» برگرفته شده‌است.
این باور در فرهنگ‌های متعددی وجود دارد و به‌نوعی هویت، تعلق و ارتباط روحانی گروه با طبیعت یا نیاکان را نشان می‌دهد. بعدها مردم‌شناسان و فلسفه‌دانان غربی این مفهوم را در مطالعه فرهنگ‌ها و مناسک‌های اولیه بررسی و گاهی بازتعریف کرده‌اند.
توتِم‌باوَری شامل دو قانون و تابو مهم است :حیوان توتم را نباید کشت و با افرادی از جنس مخالف و از توتم مشترک نباید روابط جنسی برقرار کرد.

## نظرات زیگموند فروید
در آغاز انسان‌ها در گروه‌ها یا گله‌های کوچک می‌زیسته‌اند که هر یک از این گله‌ها از تعدادی ماده و یک نر قدرتمند یا رئیس تشکیل می‌یافت که مانع آمیزش جنسی دیگر نرها با ماده‌ها می‌شد و آن‌ها را از گله می‌راند.
یک روز برادران رانده‌شده گرد هم آمدند و پدر خویش را کشتند و خوردند و با این کار گله پدری را از میان برداشتند. آنان در اتحاد با هم موفق به انجام کاری شدند که برای هر یک به تنهایی ناممکن بود. (ممکن است نوعی پیشرفت فرهنگی یا دستیابی به جنگ‌افزاری تازه، این احساس برتری و قدرت را در آن‌ها به وجود آورده باشد)
بی‌شک آن پدر اولیه خشن، برای یکایک این جمع برادران سرمشقی بوده‌است که هم از آن می‌ترسیده و هم بر آن رشک می‌بردند و آنان با خوردن او توانسته‌اند خود را با او همسان سازند و هر یک بخشی از قدرت وی را به دست آورد.
توتم‌خواری که شاید نخستین ضیافت بشر باشد تکرار و بزرگداشت همین رفتار فراموش‌ناشدنی و جنایت‌بار است که سرآغاز بسیاری چیزها – مانند سازمان‌های اجتماعی، قیود اخلاقی و دین – بوده‌است.
این برادران نسبت به پدر خود احساسی دوپهلو داشتند: هم به او عشق می‌ورزیدند و هم از وی هراس داشتند. پس از کشتن و خوردن پدر و درآمیختن با زنان وی، برادران دچار پشیمانی گشتند، از این رو با ممنوع ساختن کشتن حیوان توتم که جانشین پدرشان کرده بودند، از کردهٔ خویش ابراز پشیمانی کردند. ریشهٔ توتم‌باوری و دو تابوی محوری آن به همین‌جا بازمی‌گردد. طبق نظر فروید این دو تابو مبدأ اخلاق بشری هستند و با تمایلات سرکوب‌شدهٔ ویژهٔ عقده ادیپ انطباق دارند.
از سوی دیگر، پدرکشی و تابوی نکشتن حیوان توتم پایه نگرش‌ها، اوامر و اعمال دینی گوناگون شد، گناه نخستین، عصیان علیه پدر آسمانی و احساس گناه، پشیمانی و شرمساری از نتایج همین فرایند است. هم از این روست که انسان می‌خواهد با تسلیم شدن به خواست پدر آسمانی او را خشنود سازد و با خدای خود عهد بسته‌است که در ازای بهره‌مند شدن از حمایت و آمرزش خداوندی، دیگر دست به آن اقدام شیطانی نیالاید. همچنین پدرکشی روشن می‌سازد که چرا عواطف و احساسات دینی دو قطب دارد: احساس گناه و حس کامیابی و پیروزی.
برای از بین نرفتن اتحاد برادران به ممنوعیت کشتن توتم، ممنوعیت برادرکشی نیز افزوده شد و از اینجا تا این هشدار اخلاقی عام که نباید دست به کشتن دراز کرد تنها یک گام کوتاه فاصله بود.

### نقد نظرات فروید
فروید دو مشکل در رابطه با نظریه خود بیان کرده‌است:
1. او اذعان دارد که استدلالش بر بینش فرض «وجود یک ذهن جمعی با همان فرایندهای روانی فرد» پا گرفته‌است؛ زیرا او فرض می‌کند که احساس گناه اولیه در نسل‌هایی که هزاران سال با عمل پدرکشی و حتی با آگاهی از این اقدام فاصله دارند همچنان فعال می‌ماند. پس باید نوعی ذهن جمعی وجود داشته باشد که امکان استقرار و بسط فرایندهای روانی از نسلی به نسل بعدی را فراهم سازد. او دو امکان را مطرح می‌سازد: امکان به ارث رسیدن تمایلات روانی که در هر حال برای فعلیت یافتن به نوعی محرک در زندگی فرد نیاز دارد و امکان اینکه نسل جدید حتی از فرایندهای روانی پنهان و تغییر شکل یافته، سنت‌ها، آداب و رسوم و انتقالات فردی به‌جامانده از رابطهٔ اولیه با پدر، به شکل ناخودآگاه برخوردار باشد.
2. دشواری دوم از تجربه روانکاوی نتیجه می‌گیرد: در اکثر موارد احساس گناه یک بیمار روان‌نژند نه بر پایه یک رویداد واقعی بلکه بر اساس یک رویداد روانی، یک واقعیت روانی استوار است. به همین دلیل از نظر فروید این امکان وجود دارد که صرف کشش خصمانه نسبت به پدر، صرف وجود پندار آرزومندانه‌ای دایر برکشتن و خوردن او برای ایجاد آن نوع واکنش اخلاقی که توتم‌باوری و تابوها از دل آن بیرون آمده کافی بوده‌است.

از دید کارل گوستاو یونگ، فروید در بحث از روان‌شناسی اجتماعی همچنان همان دکتر روانکاوی است که با افراد و مسائل آن‌ها دست به گریبان است و تحقیق دربارهٔ شالوده‌های معرفت روان‌شناختی که متضمن پژوهش تاریخی است در حیطهٔ کاری او نیست فروید صرفاً با سرسری گذشتن از روان‌شناسی تطبیقی، دوره‌های پیش‌تاریخی و تصوری برای روان ترسیم می‌کند که بسیار نامعین و بعید است. از دید یونگ آشکار است که روان انسان به «حوزهٔ ذهنی و تنگ شخصیت فردی» محدود نمی‌شود بلکه بالاتر از آن، در پدیده‌های روانی جمعی نیز که – چنان‌که از مفهوم فرامن فروید پیداست – خود فروید هم دست کم به‌طور اصولی از وجود آن آگاه بوده‌است ریشه دارد.

## نظرات یونگ
یونگ نه نسبت به شباهتی که فروید میان رسم‌های تابویی و عوارض بیماری روانی وسواس قائل است چندان نظر مساعدی دارد و نه به این نتیجه‌گیری که تابوها باید زادهٔ ممنوعیت‌های تحمیل‌شده به کشش‌های غریزی باشد موافق است. خود یونگ تلاش چندانی برای کشف ریشهٔ تابو به خرج نمی‌دهد؛ بلکه صرفاً فرض می‌کند که تابوها از آنچه خودش ترس‌های خرافی ویژهٔ انسان اولیه می‌نامد ریشه می‌گیرند، ترس‌هایی که ربطی به هیچ ممنوعیتی ندارند.